# سربازهای یک‌چشم
سربازهای یک‌چشم (به انگلیسی: One-Eyed Jacks)  یک فیلم وسترن آمریکایی محصول ۱۹۶۱ است که توسط مارلون براندو کارگردانی شده و خود او نیز نقش اصلی را ایفا کرده‌است؛ این فیلم تنها اثر براندو در مقام کارگردان به‌شمار می‌رود. براندو نقش شخصیت اصلی، ریو، را بازی می‌کند و کارل مالدن در نقش شریک او، «دَد» لانگ‌ورث، ظاهر می‌شود. بازیگران مکمل این فیلم شامل پینا پلسر، کتی جورادو، بن جانسون و اسلیم پیکنز هستند. در سال ۲۰۱۸، این فیلم توسط کتابخانه کنگره برای نگهداری در فهرست ملی ثبت فیلم ایالات متحده انتخاب شد.

## داستان
ریو، آموزگارش دَد لانگ‌ورث و مرد سومی به نام داک، در سال ۱۸۸۰ از بانکی در سونورا، مکزیک دو خورجین پر از طلا سرقت می‌کنند. سواران رورال‌ها (پلیس سواره مکزیکی) آن‌ها را در حین جشن گرفتن در یک کافه غافلگیر می‌کنند و داک را می‌کشند. دَد و ریو می‌گریزند، اما دَد ریو را رها می‌کند تا به‌دست رورال‌ها بیفتد. ریو بازداشت شده و پنج سال سخت را در زندانی در سونورا می‌گذراند. او از زندان می‌گریزد و به مونتری، کالیفرنیا می‌رود، جایی که دَد اکنون کلانتر شده است. ریو قصد دارد دَد را بکشد و با شرکای تازه‌اش، چیکو مودستو، هاروی جانسون و باب امری، بانک مونتری را غارت کند.
اما نقشه‌ها زمانی از مسیر خارج می‌شود که ریو عاشق دخترخواندهٔ زیباروی دَد، لوئیزا، می‌شود. ریو از فرصت یک فیستا (جشن) استفاده کرده و شب را با او در ساحل می‌گذراند. دَد می‌خواهد لوئیزا را تنبیه کند، اما پس از دخالت همسرش، ماریا، عقب‌نشینی می‌کند. در عوض، او برای ریو تله می‌گذارد، در ملأ عام او را شلاق می‌زند و دست تیراندازیش را خرد می‌کند تا مطمئن شود که ریو دیگر توان رقابت با او در دوئل را ندارد. ریو در حین بهبودی از زخم‌هایش، میان عشق به دختر و انتقام از ناپدری او دچار کشمکش می‌شود. سرانجام تصمیم می‌گیرد از انتقام صرف‌نظر کند، لوئیزا را بردارد و از شهر برود.
امری و جانسون چیکو را می‌کشند و بدون اطلاع ریو به سرقت از بانک دست می‌زنند. سرقت به‌خوبی پیش نمی‌رود و دختری جوان کشته می‌شود. دَد، ریو را متهم به این جنایت می‌کند. او آخرین گفت‌وگوی خصوصی را با ریو انجام می‌دهد و دوباره سعی می‌کند خود را از گناهانش تبرئه کند. ریو در پاسخ می‌گوید: «اینجا برای همه یک‌چشمی، ددی، اما من روی دیگهٔ صورتت رو دیدم». ریو به او می‌گوید که در این پنج سال گذشته در زندان بوده، اما دَد آن را دروغ می‌داند.

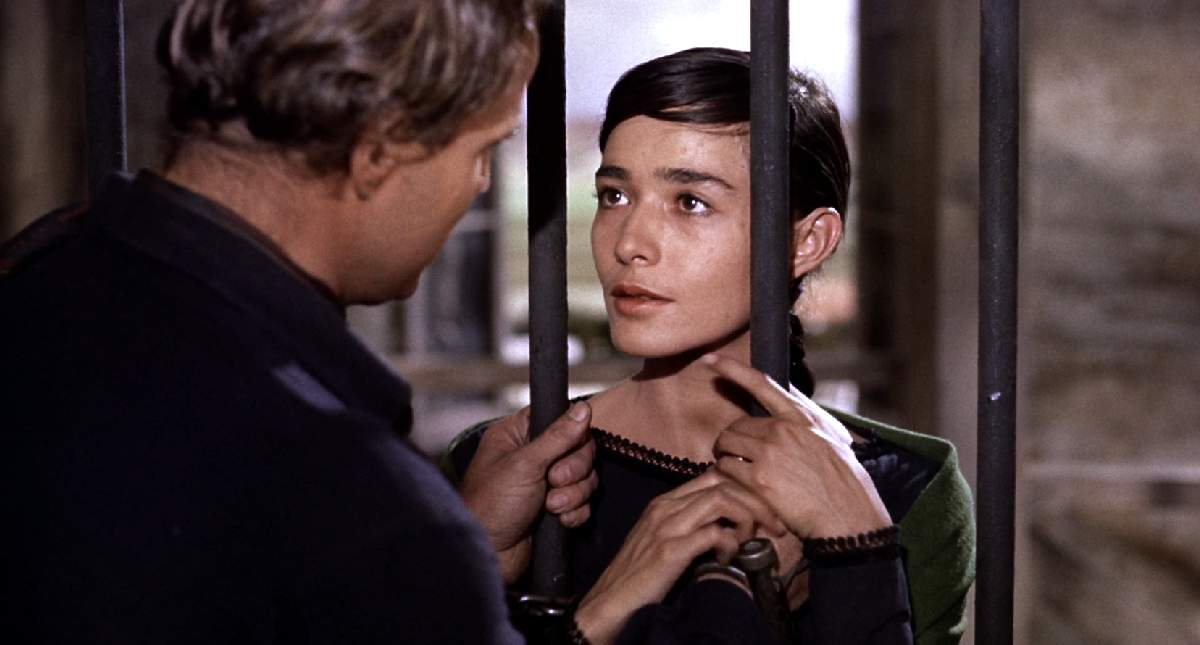
لوئیزا (پینا پلسر) به ملاقات ریو (مارلون براندو) در زندان می‌رود

 لوئیزا به دیدار ریو در زندان می‌آید تا به او بگوید که باردار است. پس از آن، ریو مورد ضرب و شتم معاون سادیستی کلانتر، لان ددریک، قرار می‌گیرد، کسی که خواهان لوئیزا بود اما از سوی او رد شده بود. ماریا با دَد روبه‌رو می‌شود و اصرار دارد حقیقت رابطهٔ میان او و ریو را بداند، و می‌گوید که از لحظهٔ ورود ریو احساس کرده چیزی درست نیست. او می‌گوید می‌داند که دَد صرفاً از روی عذاب وجدان می‌خواهد ریو را به دار بیاویزد. دَد در پاسخ می‌گوید که ماریا هیچ درکی از کارهایی که او برایش کرده ندارد.
لوئیزا تلاش می‌کند یک درینگر را به ریو قاچاق کند، اما ددریک متوجه شده و او را از زندان بیرون می‌برد، در حالی که اسلحه را روی میز باقی می‌گذارد. در غیاب آن‌ها، ریو موفق می‌شود تپانچه را به دست آورد. او در رویارویی‌ای پرتنش، با تهدید ددریک با اسلحهٔ بدون فشنگ، از زندان می‌گریزد. سپس تپانچهٔ ددریک را می‌گیرد، او را بی‌هوش می‌کند و در سلول زندانی‌اش می‌سازد. هنگام فرار، دَد که سوار بر اسب وارد شهر شده، او را می‌بیند. در درگیری نهایی و زیر آتش، ریو دَد را می‌کشد.
ریو و لوئیزا به سوی تپه‌های شنی می‌روند و وداعی احساس‌برانگیز دارند. ریو، که اکنون تحت تعقیب است، به لوئیزا می‌گوید شاید به اورگن برود، اما در بهار برای او بازخواهد گشت.

## بازیگران
- مارلون براندو (ریو)
- کارل مالدن (لانگ‌ورث)
- بن جانسون (رابرت ایمری)
- کتی جورادو (ماریا لانگ‌ورث)